# الدحيمرة (المحويت)

تعديل مصدري - تعديل

الدحيمرة هي إحدى قرى عزلة طحــامــة بمديرية المحويت التابعة لمحافظة المحويت، بلغ تعداد سكانها 64 نسمة حسب تعداد اليمن لعام 2004.